# Оксиринхская греческая история
«Оксиринхская греческая история» (Hellenica Oxyrhynchia) — условное название сочинения по истории Древней Греции конца V в. и начала IV в. до н. э., ставшее известным благодаря папирусам, найденным при раскопках в городе Оксиринхе. Считается продолжением Фукидида.
Один из двух главных документов, так называемый Лондонский папирус, обнаруженный в 1906 г., рассказывает о позднем этапе Пелопонесской войны, в частности — о сражении при Нотии. Другой, Флорентийский папирус, найденный в 1942 г., рассказывает о событиях начала IV в. Находка первого папируса в 1906 г. поменяла отношение историков к древним источникам этого периода. В XIX в. работы Ксенофонта, современника событий, считались более достоверными, чем работы Диодора Сицилийского, который описывал события значительно позже. Однако оксиринхский историк (условное название автора «Оксиринхской греческой истории») по нескольким ключевым вопросам подтвердил точку зрения Диодора Сицилийского и опроверг Ксенофонта. Это привело к переоценке источников последнего автора, и многие современные исследователи считают работы Диодора более авторитетными по ряду вопросов.

## Новые фрагменты «Греческой истории» из Оксиринха
При раскопках, которые проводил итальянский учёный Бречча в Ком Абу-Тейр Оксиринхского нома в Египте в 1934 г., были найдены фрагменты исторического содержания, опубликованные через пятнадцать лет под заглавием «Nuovi frammenti delle Elleniche di Ossirinco». Издатель папируса В. Бартолетти указывал, что «Греческая история» читалась ещё около 200 г. до н. э. Новые фрагменты расширили знакомство исследователей с «Историей», так как в давно известных отрывках шла речь о событиях 396—395 гг., в новых же о последнем периоде Пелопоннесской войны, а именно о столкновениях между враждебными греческими государствами в 410—407 гг. до н. э.
Новую находку отрывков из Оксиринхской истории издал Л. Кенен в 1976 году. Опубликованный им папирус хранится в Каирском музее. Каирский папирус (как и флорентийский) содержит повествование о заключительной стадии Пелопоннесской войны.
Изложение Оксиринхского папируса охватывало события с начала Декелейской войны до конца периода гегемонии Спарты, хотя нижняя грань не может считаться точно установленной. Но, всё же, более вероятно датой, на которой оксиринхский историк закончил свой труд, видимо, был 386 г. до н. э.

## Вопрос об авторстве

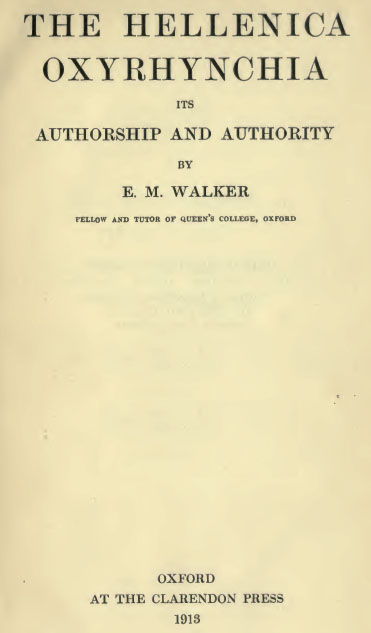
Титул книги: Уолкер Е. Оксиринхская греческая история: её авторство и значение. Оксфорд: Изд. Кларендон, 1913.

«Оксиринхский историк» (оксиринхский аноним) — древнегреческий анонимный автор фрагментов «Греческой истории» из Оксиринха. Произведение было написано крупным историком, жившим в первой половине IV в. до н. э.
Больше всего усилий посвятили исследователи определению авторства оксиринхской «Истории», но этот вопрос и в настоящее время считается нерешенным. Считалось, что оксиринхский текст мог принадлежать только выдающемуся историку первой половины IV в. до н. э. В связи с этим выбор ограничивался именами Феопомпа, Эфора, Кратиппа, Андротиона и Даимаха. Ни одно из этих имён не может быть принято без сомнений как имя автора рассматриваемого произведения.

### Кратипп
О Кратиппе почти ничего неизвестно, даже неизвестно время, когда он жил (в IV или в I в. до н. э.). До нас дошли лишь четыре упоминания о Кратиппе сравнительно позднего времени: у Дионисия Галикарнасского, Плутарха, Псевдо-Плутарха, и наконец, у Марцеллина в его Vita Thucydidis. Упоминание о Кратиппе у авторов IV в. до н. э. и даже у авторов эллинистического времени не встречается.
Необходимо обратить внимание на два обстоятельства. Первое — то, что кроме Кратиппа, Феопомпа и Ксенофонта традиция не сохранила имен продолжателей Фукидида, а оксиринхская «Греческая история» — несомненно продолжение Фукидида. Второе — то, что относительно Кратиппа известно, что он отвергал прием, присущий почти всей античной историографии, а именно композицию речей в историческом произведении. В «Неllenica» из Оксиринха, как в прежних, так и во вновь изданных фрагментах, речи не встречаются. Принципиальное отрицание речей как литературного приема в историографии не характерно для IV в. до н. э., но эта черта в историографии встречается в позднеэллинистический — раннеримский период, для которого характерны повышенный интерес к прошлому Эллады и появление многочисленных псевдоэпиграфических произведений. Поэтому такие ученые как Э. Шварц, Э. Мейер, Ф. Якоби являлись сторонниками того, что Кратипп — один из авторов позднего времени, выступивший в роли непосредственного продолжателя Фукидида. В целом, по результатам столетней научной дискуссии, именно Кратипп может считаться наиболее вероятным автором «Оксиринхской истории».

### Феопомп
Недостаточно данных и о другом предполагаемом авторе «Греческой истории» из Оксиринха — о Феопомпе. Его заимствования у Ксенофонта, от рассказа которого сильно отличается изложение в папирусе, его риторический пышный стиль, который не похож на простой стиль папируса, хронологические соображения, а также широкое использование папируса в «Исторической библиотеке» Диодора, который следовал в этих частях своего труда Эфору, а не Феопомпу, — все это отвергает мысль об авторстве Феопомпа. Первоначально это авторство предполагали такие исследователи, как Гренфелл и Хант, Э. Мейер, Ульрих Вилькен, Бузольт, и др.

### Эфор
Выдвигалось утверждение, что автором папируса мог быть Эфор. Диодор в книгах XI—XVI переписывал Эфора, и его изложение оказывается чрезвычайно сходным с изложением папируса. Но в оксиринхском папирусе нет того, что характерно для Эфора, а именно его морализирующей философии истории, его интереса к истории культуры. Также хронологическая система папируса (по летам и зимам войны) отличается от способа изложения Эфора. Время появления труда Анонима, то есть автора «Греческой истории» из Оксиринха (до 346 г., также вероятно до 356 г.), свидетельствует против этого. Труд Эфора был хорошо известен в древности, его знали и Дионисий Галикарнасский, и Диодор, и Плутарх. Но при этом произведения Анонима им были неизвестны.

### Андротион и Даимах
Некоторые ученые считали автором оксиринхской «Греческой истории» аттидографа Андротиона (де Санктис, Момилиано) или беотийского историка Даимаха (Ф. Якоби).
Де Санктис в статье «Аттида Андротиона и папирус из Оксиринха» констатирует сильное влияние произведения, найденного в Оксиринхе, на последующую традицию истории начала IV в. Учёный отвергает авторство Феопомпа, Кратиппа, Эфора и Анаксимена и считает, что Аноним не был продолжателем Фукидида. Лаконичная, простая, лишенная риторического пафоса манера изложения, по мнению де Санктиса, побуждает искать автора среди аттидографов. Возражение, что неизвестный автор пишет не только об афинских делах, учёный опровергает тем, что аттидограф Андротион писал также о событиях и в других государствах Эллады.
Ф. Якоби выступал автором гипотезы, что автором оксиринхского текста был беотийский историк Даимах, о котором упоминает Диодор. Одним из аргументов было указание на интерес неизвестного автора к беотийским делам.
Последний, очень обстоятельный обзор вопроса об авторстве дал К. Ю. Белох в статье «Историческая литература IV в. до н. э.». Автор в главе об оксиринхском историке придерживается мнения, что не следует отождествлять автора папируса с одним из четырёх наиболее известных историков IV в. и пытаться определить имя автора.
Таким образом, автор папируса всё ещё остается анонимным. По-видимому, текст был использован впоследствии в труде Эфора и в конечном счете у Диодора.

#### Публикации источника
- Hellenika von Oxyrhynchos // Fragmente der Griechischen Historiker. — Teil 2: Zeitgeschichte. A Universalgeschichte und Hellenika. — Leiden; New York; Köln E.J. Brill, 1986. — S. 17—35.
- Hellenica oxyrhynchia / Ed. with transl. and comment. by P. R. McKechnie & S. J. Kern. — Oxford: Aris & Phillips, 1988. — 187 p. — ISBN 0856683574, ISBN 0856683582
- Hellenica oxyrhynchia / Post V. Bartoletti ed. M. Chambers. — Stutgardiae et Lipsiae: Teubner, 1993. — 96 p. — ISBN 3-8154-1365-6 (лучшее издание).